# Stan Thomas
Stan Thomas (El Centro, 28 ottobre 1968) è un ex giocatore di football americano statunitense che ha militato nel ruolo di offensive tackle nella National Football League (NFL). Al college giocò a football a Texas

## Carriera professionistica
Thomas fu scelto come 22º assoluto nel Draft NFL 1991 dai Chicago Bears. Vi giocò per due stagioni e 26 partite, 15 nella prima e 11 nella seconda. Nel 1993 passò agli Houston Oilers in cui disputò le ultime due annate della carriera professionistica, terminata con 55 presenze.

## Statistiche
| Partite | 55 |